# Tractat de Santo Stefano
El Tractat de Santo Stefano (3 de març de 1878) és l'acord que va imposar Rússia a l'Imperi Otomà després de la seva victòria en la guerra russo-turca de 1877. Es va signar a Santo Stefano (grec: Αγίος Στεφάνος, actualment Yeşilköy), població situada a l'oest d'Istanbul, pel comte Nikolai Pavlovitx Ignatiev i Alexander Nelidov per part de l'imperi Rus, i pel ministre d'Afers exteriors Safvet Paixà i l'ambaixador a Alemanya Sadullah Bei per part de l'Imperi Otomà. El 3 de març, dia que es va signar el Tractat de Santo Stefano, és la diada nacional de Bulgària.

## Antecedents
El 1859 Sèrbia es va rebel·lar contra els turcs, i poc després s'hi va afegir Montenegro (que va arribar a declarar-se independent), i Bòsnia i Hercegovina (que s'havien unit a Sèrbia). En 1876 la insurrecció es va estendre també a Bulgària. La severa repressió executada pels turcs, va provocar que el tsar Alexandre III de Rússia aliat amb Romania declarés la guerra als turcs. L'exèrcit turc va ser derrotat, i el govern turc obligat a signar la rendició en aquest tractat de Santo Stefano que, a més de les cessions territorials, permetia que les tropes russes s'estacionessin a Bulgària durant dos anys.

## Conseqüències

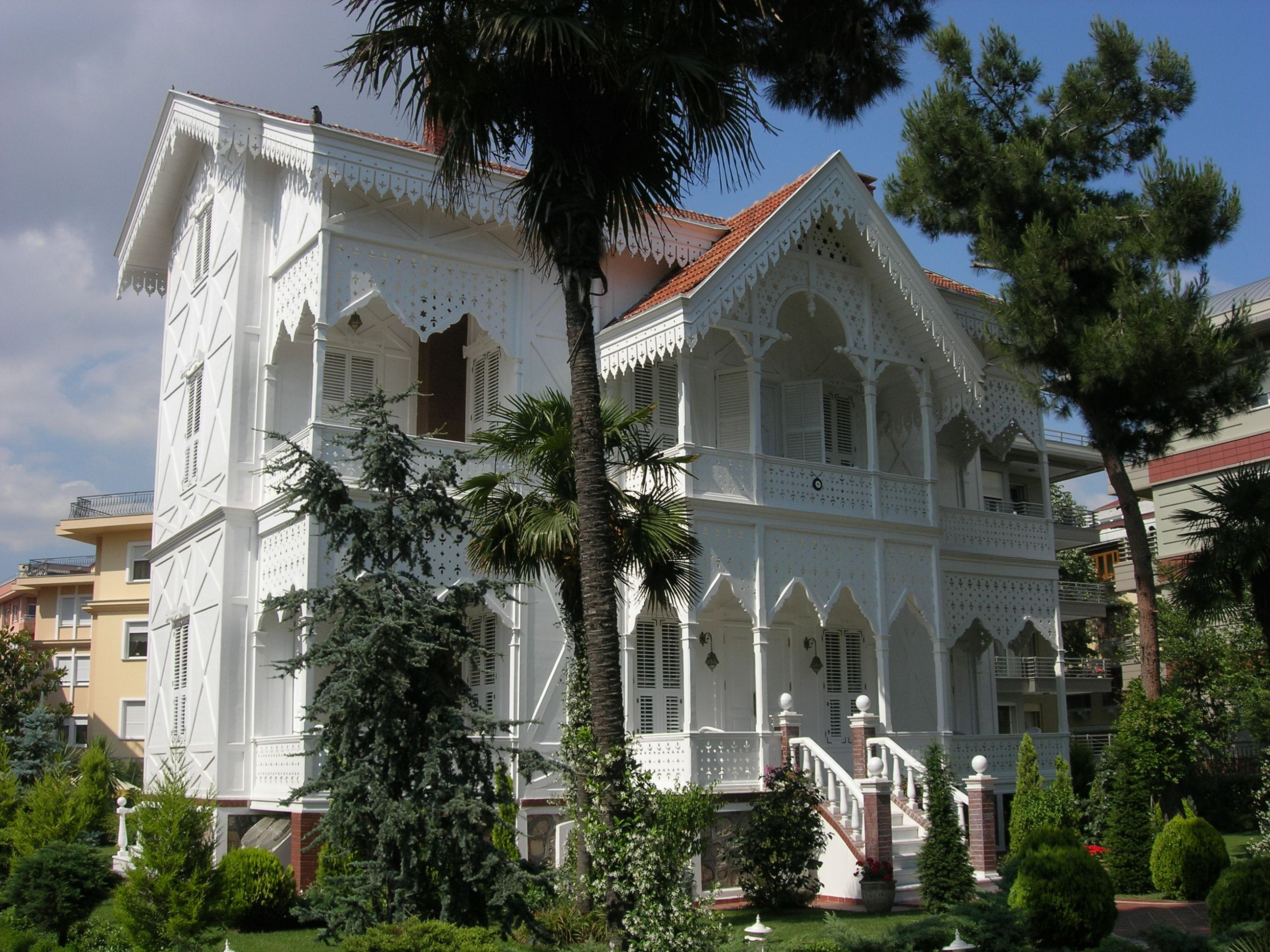
Edifici de Yeşilköy on se signà el tractat de Santo Stefano

El tractat reorganitzava les antigues possessions balcàniques de l'Imperi Otomà. La disposició més important d'aquest tractat va ser el reconeixement de la independència de Bulgària que va absorbir la major part de Macedònia, cosa que va permetre a Bulgària estendre's des del mar Negre al mar Egeu. 'L'imperi Rus, a més, avançava al Caucas amb els ports de Kars i Batumi com a reparacions de guerra.

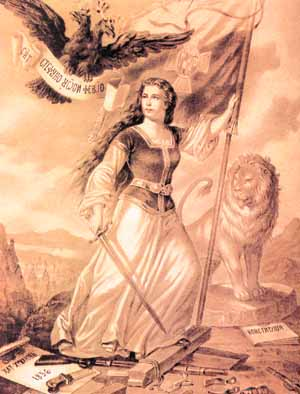
"Llibertat Bulgària", litografia de Georgi Danchov

També es va reconèixer definitivament la independència de Sèrbia que a més incorporava les ciutats moraves de Niš i Leskovac, la de Montenegro que incorporava les ciutats de Nikšić, Podgorica i Antivari, i la de Romania. Romania cedia Bessaràbia a Rússia i obtenia a canvi la Dobrudja. Bòsnia i Hercegovina esdevenia autònoma. Rússia aconseguia territoris de l'Imperi Otomà i el Soldà garantia la seguretat dels seus súbdits cristians, prometia reformes a Creta, Epir i Tessàlia i també atorgar una constitució. Alhora, els estrets del Bòsfor i els Dardanels quedaven oberts a tots aquells vaixells de bandera neutral tant en temps de guerra com de pau.
El Regne Unit i Àustria-Hongria es van oposar a aquest tractat perquè donava ales al nacionalisme eslau i temien que Bulgària es convertís en un satèl·lit de Rússia i una amenaça per a l'Imperi Otomà.
El tractat es va modificar quatre mesos més tard, el 13 de juliol de 1878, després del Congrés de Berlín, en el tractat de Berlín.

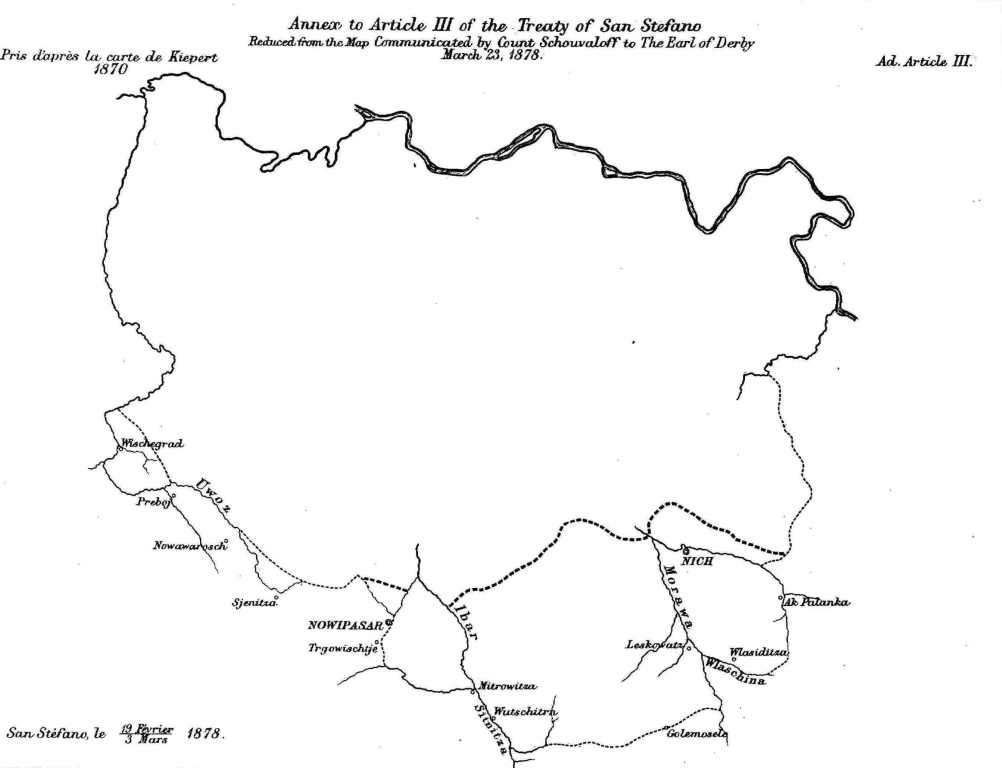
Annex del Tractat de Santo Stefano, mostrant els canvis fronterers de Sèrbia
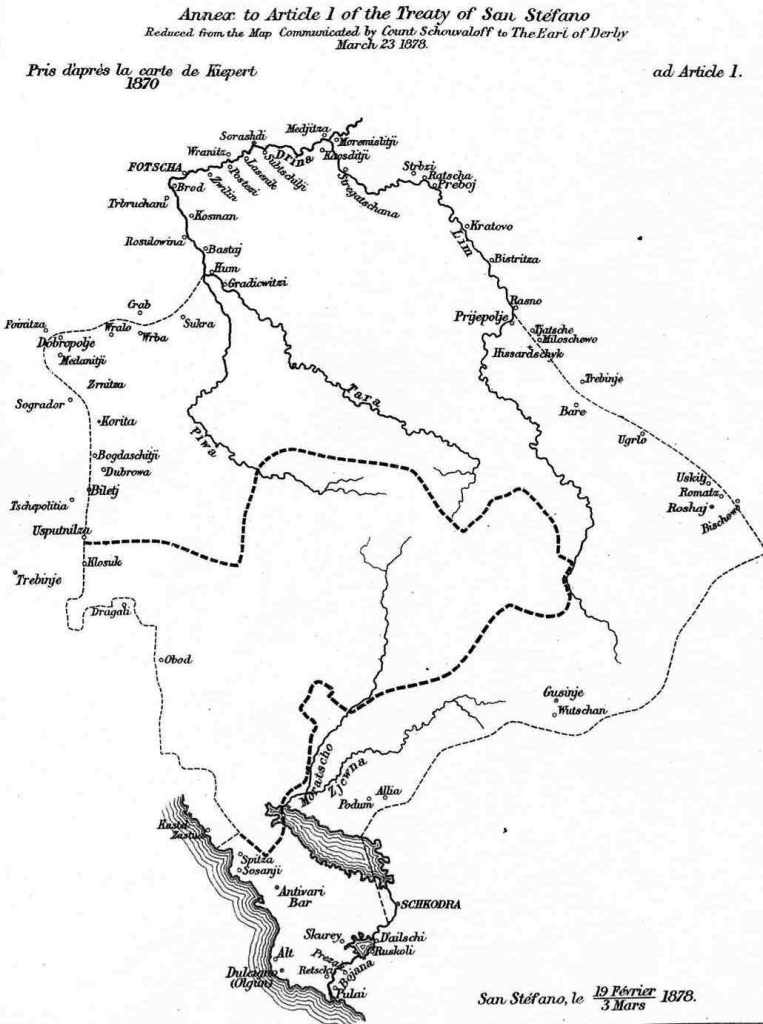
Annex del Tractat de Santo Stefano, mostrant els canvis fronterers de Montenegro
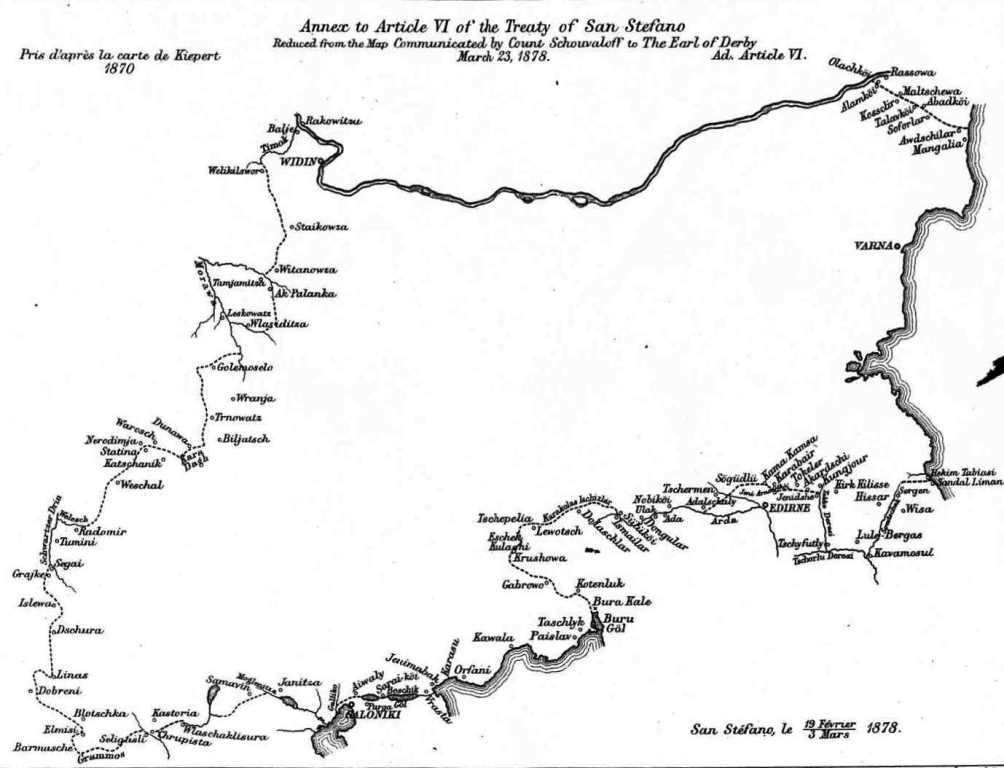
Annex del Tractat de Santo Stefano, mostrant els canvis fronterers del Principat de Bulgària
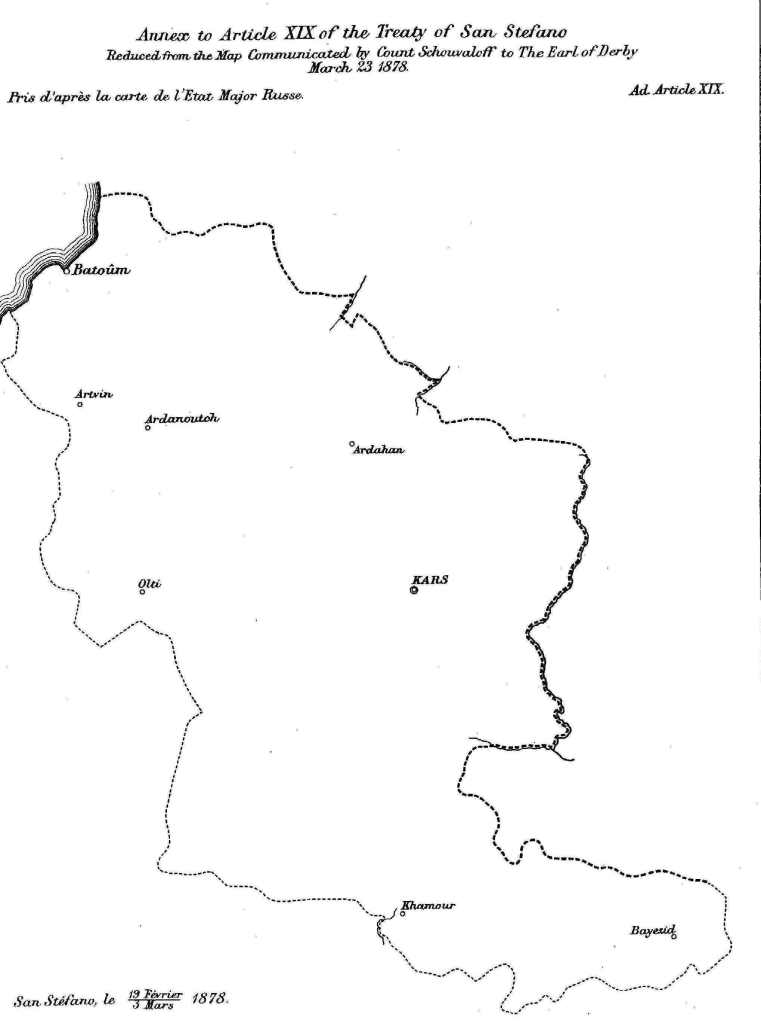
Annex del Tractat de Santo Stefano, mostrant els canvis fronterers entre Rússia i l'Imperi Otomà al Caucas